# Microbrotula punicea
Microbrotula punicea är en fiskart som beskrevs av Anderson 2007. Microbrotula punicea ingår i släktet Microbrotula och familjen Bythitidae. Inga underarter finns listade i Catalogue of Life.